# Розин, Алексей Анатольевич
Алексей Анатольевич Розин — российский актёр театра и кино, педагог.

## Биография
Родился 4 февраля 1978 года.
Во второй половине 1990-х годов учился в Колледже культуры (факультет режиссуры массовых праздников), из которого был отчислен. В 2003 году окончил Школу-студию МХАТ (курс Дмитрия Брусникина и Романа Козака). Работал в МХТ им. Чехова, с 2003 года — в РАМТе.
Педагог «Мастерской Брусникина» в Школе-студии МХАТ (2015 и 2019 года выпуска).
В 2017 году сыграл главную мужскую роль в фильме Андрея Звягинцева «Нелюбовь».
В 2000 году вместе с Ильей Барабановым, Юрием Квятковским, Павлом Мисаиловым организовал актерско-режиссёрскую группу Le Cirque de Charles la Tannes («Цирк Шарля ла Тана»). В 2005 групой был выпущен спектакль «Хрустальный мир», тогда же к группе примкнули Саша Пас (впоследствии арт-директор группы) и видеохудожник Янук Латушка. В 2007 году Мисаилов вышел из состава группы, а спектакль прекратил своё существование. В качестве режиссёра поставил спектакли «Кастинг» (2009) и «Гагарин. Инструкция Победы» (2011).

## Театральные работы
МХТ им. А. П. Чехова
- 2001 — «Кабала святош» — Мушкетёр
- 2003 — «Максимилиан Столпник» — Шиваит (ввод)
- 2004 — «Тартюф» — Крепыш

Театр им. А. С. Пушкина
- 2002 — «Ромео и Джульетта»

РАМТ
- 1999 — «Незнайка-путешественник» Н.Носова — Ворчун
- 1999 — «Приключения Тома Сойера» Твена. Режиссёр: Д. Крэнни — Лоцман, «Проповедник»
- 2002 — «Лоренцаччо» Альфреда Де Мюссе. Режиссёр: Алексей Бородин — Никколини
- 2002 — «Эраст Фандорин» по романам Бориса Акунина. Режиссёр: Алексей Бородин — Георг
- 2004 — «Вишнёвый сад» А. П. Чехова. Режиссёр: Алексей Бородин — Начальник станции
- 2004 — «Волшебник Изумрудного города» — Трусливый лев
- 2005 — «Инь и Ян» по роману Б. Акунина. Режиссёр: А. Бородин — Маса
- 2005 — «Повелитель мух». Режиссёр: Александр Огарёв — Хрюша
- 2006 — «Самоубийца» по пьесе Н.Эрдмана. Режиссёр: Вениамин Смехов — Подсекальников
- 2006 — «Зима» по пьесе Евгения Гришковца — Первый
- 2008 — «Роман с кокаином» по роману М.Агеева. Режиссёр: Олег Рыбкин — Санитар, Егоров, Ник
- 2007 — «Берег утопии» по пьесе Тома Стоппарда. Режиссёр: Алексей Бородин — Николай Огарёв[2]

Театр Труда
- «Сталевары» по пьесе Геннадия Бокарева
- «Армагеддон на Плутоне»

Работа в других театрах
- «Почтальон всегда звонит дважды», театр «Мастер», по роману Джеймса М. Кейна, автор инсценировки и режиссёр: Александр Марин — Кац, адвокат
- «Хрустальный мир» В. Пелевина — Николай
- 2009 — «Копы в огне». Театр Le Cirque de Sharles la Tannes. Режиссёр: Юрий Квятковский — Яблонски, Младший Яблонски, Начальник
- 2019 — «Чапаев и Пустота» по роману Виктора Пелевина. Театр «Практика». Режиссёр: Максим Диденко — Тимур Тимурович (ввод)
- 2020 — «Покорность» по роману Мишеля Уэльбека. Театр наций. Режиссёр: Талгат Баталов — Брат Жоэль, Робер Редигер

## Фильмография
- 2007 — Медвежья охота
- 2007 — Марш Турецкого (4 сезон) — Цветков
- 2008 — Десантный батя — водитель Меркулова
- 2008 — Любовь на районе — вербовщик из военкомата
- 2009 — Правда скрывает ложь — Дмитрий
- 2009 — Кремлёвские курсанты — майор Кольцов
- 2010 — Адвокат-7
- 2010 — Черчилль (телесериал) — мотоциклист
- 2011 — Елена — Сергей, сын Елены
- 2012 — Собиратель пуль
- 2012 — Пока ночь не разлучит
- 2014 — Левиафан — Павел Сергеевич Поливанов, сержант ДПС, муж Анжелы, отец Вити
- 2016 — Ищейка — Лачин, любитель БДСМ
- 2017 — Жена полицейского — Алексей Рублёв, сутенёр
- 2017 — Нелюбовь — Борис, муж Жени
- 2017 — Знак — Антон
- 2018 — Пусть будет Лиза — Артур
- 2018 — Доктор Рихтер-2 — Алексей
- 2018 — Никто не узнает — духовник
- 2018 — Конная полиция — Захар, хозяин подпольного казино
- 2018—2022 — Год культуры — Зинченко
- 2019 — Пекарь и красавица — Лев
- 2019 — Ивановы-Ивановы (4 сезон) — Игорь Савицкий, бизнес-тренер
- 2019 — Небо измеряется милями — Котиков
- 2020 — Яга. Кошмар тёмного леса — Алексей
- 2020 — Территория — Константин Мурзин, участковый
- 2021 — Я не шучу — Николай
- 2021 — Выжившие — Ротный
- 2021 — Миссия «Аметист» — Сальваторе Тротто
- 2021 — Солдаут ― папа Вуду
- 2021 — Ледяной демон — Миша
- 2021—2024 — Сёстры ― Павел Сергеевич, следователь
- 2022 — Заключение — Павел
- 2022 — Почка — Борис Германович, завотделением трансплантологии
- 2022 — Триггер-2 — Роман Владимирович Кирюхин, бизнесмен
- 2022 — Молчание — Леонид Лаврентьев, начальник охраны порта
- 2022 — Право на свободу — Зиметр, сектант
- 2022 — Монастырь — отец Вити
- 2022 — Сердце Пармы — епископ Питирим
- 2023 — Фандорин. Азазель — Бережанов
- 2023 — Вера — Костя, муж Веры
- 2023 — Чёрное облако — Юрий
- 2023 — Страсти по Матвею — отец Матвея
- 2023 — Фрау — Гриша
- 2023 — Сны Алисы — Серёжа
- 2024 — Мастер и Маргарита — Азазелло
- 2024 — Дино — Дино
- 2025 — Три плюс три — Леонид Клячев

## Актёр дубляжа
- 2008 — Мы — легенды
- 2010 — Бобёр — Мэтт Лоэр
- 2010 — Монстры
- 2010 — Погребенный заживо — Дэн Бренер
- 2011 — Джейн Эйр — Рочестер
- 2012 — Голодные игры — Цинна
- 2017 — League of Legends — Ургот Дредноут
- 2017 — StarCraft: Remastered — Призрак[3]
- 2020 — Cyberpunk 2077 — Керри Евродин